# Mohammed Houmri
Mohammed Houmri (arabisch محمد حومري; * 13. März 1993 in Bechar) ist ein algerischer Boxer im Halbschwergewicht.

## Boxkarriere
Mohammed Houmri gewann jeweils Bronze bei den Mittelmeerspielen 2018 in Tarragona und den Afrikaspielen 2019 in Rabat. Bei der Weltmeisterschaft 2019 in Jekaterinburg unterlag er im Achtelfinale gegen den vierfachen Weltmeister Julio César La Cruz aus Kuba.
Durch den Finaleinzug bei der afrikanischen Olympiaqualifikation 2020 in Dakar qualifizierte er sich zur Teilnahme an den 2021 ausgetragenen Olympischen Spielen 2020 in Tokio. Dort besiegte er in der Vorrunde Nalek Korbaj aus Venezuela, ehe er im Achtelfinale gegen den späteren kubanischen Olympiasieger Arlen López ausschied.
2022 gewann er die Silbermedaille bei den Mittelmeerspielen in Oran und 2024 ebenfalls die Silbermedaille bei den Afrikaspielen in Accra.